# Temelucha hatterasica
Temelucha hatterasica är en stekelart som beskrevs av Dasch 1979. Temelucha hatterasica ingår i släktet Temelucha och familjen brokparasitsteklar. Inga underarter finns listade i Catalogue of Life.